# Leopold de Limburg Stirum
Leopold de Limburg Stirum, comte de Limburg Stirum, né à Hoogeveen le 12 mars 1758 et mort à La Haye le 25 juin 1840, était un militaire et homme d'État qui prit le pouvoir aux Pays-Bas en 1813, dans le but de rétablir la monarchie.

## Carrière
Leopold était capitaine au 2e Régiment Orange-Nassau.
Pendant l'occupation française, il était également gouverneur de La Haye. Lorsque les troupes françaises, sous le commandement du duc de Plaisance, fuirent le pays il prit le pouvoir afin de rétablir l'ordre. Dans un premier temps il réorganisa l'armée en une garde orangiste. Il réussit à convaincre Frans Adam van der Duyn van Maasdam et Gijsbert Karel van Hogendorp de se joindre à lui et formèrent ensemble un gouvernement provisoire appelé Driemanschap (triumvirat en néerlandais).
Outre le maintien de l'ordre, Leopold dut veiller à préserver l'indépendance des Pays-Bas face aux volontés d'annexion de la Prusse et de l'Angleterre.
Les trois hommes d'État invitèrent le prince Guillaume d'Orange afin de lui offrir le trône des Pays-Bas. Le 30 novembre 1813, le comte Leopold accueillit le prince Guillaume sur la plage de Schéveningue et le 6 décembre celui-ci devint prince souverain des Pays-Bas. Ce n'est qu'en 1815 qu'il prit le titre de roi Guillaume Ier des Pays-Bas, après s'être assuré que la constitution garantirait ses pouvoirs et les droits du peuple. Leopold fut nommé lieutenant-général et sa fonction de gouverneur de la résidence de La Haye fut confirmée par le souverain.
Le 8 juillet 1815, Leopold de Limburg Stirum fut fait chevalier grand-croix de l'ordre du Lion néerlandais, un titre réservé aux membres de familles royales, chefs d’État, premiers ministres et cardinaux.
En 1828 il devint général de l'infanterie. De 1833 jusqu'à sa mort il siégea comme membre du Sénat néerlandais.

## Famille
Il épousa en 1782 Theodora van der Does, dame de Noordwijk (1758-1793). Ils eurent quatre enfants:
- Wilhelmina Frederica Sophia, comtesse van Limburg Stirum (1784-1870);
- Wigbold Albert Willem, comte van Limburg Stirum Noordwijk, baron de l'Empire, (1786-1855), membre du notabelenvergadering (1814), membre du Sénat, Chevalier de l'Ordre du Lion néerlandais;
- Otto Jan Herbert, comte van Limburg Stirum (1789-1851);
- Frederik Govert, comte van Limburg Stirum (1790-1813).

En 1801 il épousa Maria van Styrum (1763-1848), sœur de Jean van Styrum. Ils eurent une fille qui mourut à l'âge de 5 ans:
- Marie Johanna Leopoldine, comtesse van Limburg Stirum (1803-1808).